# Copa COSAFA 2009
La Copa COSAFA 2009 fue la decimotercera edición del torneo de fútbol a nivel de selecciones nacionales de África del Sur organizado por la COSAFA y que contó con la participación de 13 selecciones de la región.
El anfitrión Zimbabue venció en la final a Zambia para ganar el título regional por cuarta ocasión.

## Fase de grupos

### Grupo A
| País       | J                  | G                  | E                  | P                  | GF                 | GC                 | GD                 | PTS                |
| ---------- | ------------------ | ------------------ | ------------------ | ------------------ | ------------------ | ------------------ | ------------------ | ------------------ |
| Zimbabue   | 2                  | 1                  | 1                  | 0                  | 5                  | 2                  | +3                 | 4                  |
| Lesoto     | 2                  | 1                  | 1                  | 0                  | 3                  | 2                  | +1                 | 4                  |
| Mauricio   | 2                  | 0                  | 0                  | 2                  | 0                  | 4                  | −4                 | 0                  |
| Madagascar | Abandonó el torneo | Abandonó el torneo | Abandonó el torneo | Abandonó el torneo | Abandonó el torneo | Abandonó el torneo | Abandonó el torneo | Abandonó el torneo |

| 17 de octubre de 2009 | Zimbabue                        | 3–0     | Mauricio | Rufaro Stadium, Harare                                          |                                                                 |
|                       | Malajila 47' 55' · Mwanjali 85' | Reporte |          | Asistencia: 25,000 espectadores Árbitro(s): Abdul Basit Ebrahim | Asistencia: 25,000 espectadores Árbitro(s): Abdul Basit Ebrahim |

| 19 de octubre de 2009 | Lesoto                      | 2–2     | Zimbabue                     | Rufaro Stadium, Harare            |                                   |
|                       | Maile 55' (pen.) 85' (pen.) | Reporte | 6' Malajila · 61' Gwekwerere | Árbitro(s): Tebogo Israel Ramocha | Árbitro(s): Tebogo Israel Ramocha |

| 21 de octubre de 2009 | Mauricio | 0–1     | Lesoto     | Rufaro Stadium, Harare   |                          |
|                       |          | Reporte | 88' Marabe | Árbitro(s): Robert Ngosi | Árbitro(s): Robert Ngosi |

### Grupo B
| País        | J | G | E | P | GF | GC | GD | PTS |
| ----------- | - | - | - | - | -- | -- | -- | --- |
| Botsuana    | 3 | 2 | 1 | 0 | 3  | 0  | +3 | 7   |
| Suazilandia | 3 | 2 | 0 | 1 | 5  | 2  | +3 | 6   |
| Comoras     | 3 | 1 | 1 | 1 | 2  | 4  | −2 | 4   |
| Seychelles  | 3 | 0 | 0 | 3 | 2  | 6  | −4 | 0   |

| 18 de octubre de 2009 | Comoras | 0–0 | Botsuana | Barbourfields Stadium, Bulawayo |  |
|                       |         |     |          | Árbitro(s): Jose Rachide        |  |

| 18 de octubre de 2009 | Suazilandia                  | 2–1     | Seychelles  | Barbourfields Stadium, Bulawayo        |                                        |
|                       | Thwala 72' · Mf. Dlamini 75' | Reporte | 6' Laurence | Árbitro(s): Helder Martins de Carvalho | Árbitro(s): Helder Martins de Carvalho |

| 20 de octubre de 2009 | Botsuana        | 1–0 | Suazilandia | Barbourfields Stadium, Bulawayo     |                                     |
|                       | Ramoshibidu 55' |     |             | Árbitro(s): Rajindraparsad Seechurn | Árbitro(s): Rajindraparsad Seechurn |

| 20 de octubre de 2009 | Seychelles  | 1–2 | Comoras               | Barbourfields Stadium, Bulawayo |                          |
|                       | Anakora 53' |     | 7' Ali · 76' Mouigini | Árbitro(s): Jose Rachide        | Árbitro(s): Jose Rachide |

| 22 de octubre de 2009 | Suazilandia                                 | 3–0 | Comoras | Barbourfields Stadium, Bulawayo        |                                        |
|                       | Thwala 35' · Ma. Dlamini 56' · Mthethwa 67' |     |         | Árbitro(s): Helder Martins de Carvalho | Árbitro(s): Helder Martins de Carvalho |

| 22 de octubre de 2009 | Seychelles | 0–2 | Botsuana                | Barbourfields Stadium, Bulawayo     |                                     |
|                       |            |     | 6' Moloi · 36' Bolelang | Árbitro(s): Rajindraparsad Seechurn | Árbitro(s): Rajindraparsad Seechurn |

## Fase Final
Sudáfrica, Angola, Zambia, Malaui, Namibia y Mozambique clasificaron directamente a esta fase, pero Sudáfrica participó nuevamente con su selección sub-23 y Angola lo hizo con su selección sub-20.

### Cuartos de final
| 25 de octubre de 2009 | Malaui | 0–1 | Mozambique  | Rufaro Stadium, Harare            |                                   |
|                       |        |     | 34' Josemar | Árbitro(s): Tebogo Israel Ramocha | Árbitro(s): Tebogo Israel Ramocha |

| 25 de octubre de 2009 | Namibia | 0–1 | Zambia       | Rufaro Stadium, Harare          |                                 |
|                       |         |     | 86' S. Sunzu | Árbitro(s): Ebrahim Abdul Basit | Árbitro(s): Ebrahim Abdul Basit |

| 26 de octubre de 2009 | Sudáfrica                  | 2–0 | Angola | Barbourfields Stadium, Bulawayo     |                                     |
|                       | Makhanya 67' · Manyisa 80' |     |        | Árbitro(s): Rajindraparsad Seechurn | Árbitro(s): Rajindraparsad Seechurn |

| 26 de octubre de 2009 | Zimbabue    | 1–0 | Botsuana | Barbourfields Stadium, Bulawayo        |                                        |
|                       | Maphosa 88' |     |          | Árbitro(s): Helder Martins de Carvalho | Árbitro(s): Helder Martins de Carvalho |

### Semifinales
| 28 de octubre de 2009 | Sudáfrica  | 1–1 (2–3 p.) | Zimbabue   | Rufaro Stadium, Harare                                              |                                                                     |
|                       | Bacela 37' |              | 54' Marufu | Asistencia: 25,000 espectadores Árbitro(s): Rajindraparsad Seechurn | Asistencia: 25,000 espectadores Árbitro(s): Rajindraparsad Seechurn |

| 29 de octubre de 2009 | Mozambique | 0–2 | Zambia                   | Barbourfields Stadium, Bulawayo   |                                   |
|                       |            |     | 8' Sakala · 84' F. Sunzu | Árbitro(s): Tebogo Israel Ramocha | Árbitro(s): Tebogo Israel Ramocha |

### 3º Lugar
| 31 de octubre de 2009 | Sudáfrica | 0–1 | Mozambique | Barbourfields Stadium, Bulawayo   |                                   |
|                       |           |     | 82' Hagi   | Árbitro(s): Tebogo Israel Ramocha | Árbitro(s): Tebogo Israel Ramocha |

### Final
| 1 de noviembre de 2009 | Zimbabue                        | 3–1     | Zambia    | Rufaro Stadium, Harare                                                 |                                                                        |
|                        | Mushekwi 27' 36' · Malajila 45' | Reporte | 25' Banda | Asistencia: 35.000 espectadores Árbitro(s): Helder Martins de Carvalho | Asistencia: 35.000 espectadores Árbitro(s): Helder Martins de Carvalho |

## Campeón
| Copa COSAFA 2009    |
| ------------------- |
| Bandera de Zimbabue |
| Zimbabue 4º Título  |

## Goleadores
4 goles:
- Cuthbert Malajila

2 goles:
- Thabiso Maile
- Mathokoza Thwala
- Nyasha Mushekwi

1 gol:
- Malepa Bolelang
- Pontsho Moloi
- Mosimanegape Ramoshibidu
- Ahmed Ali
- Mohamed Mouigini
- Mokone Marabe
- Momed Hagi
- Josemar
- Don Anakora
- Nelson Laurence
- Malungisa Dlamini
- Mfanzile Dlamini
- Ndoda Mthethwa
- Henry Banda
- Enock Sakala
- Felix Sunzu
- Stophira Sunzu
- Evans Gwekwerere
- Mthulisi Maphosa
- Phillip Marufu
- Method Mwanjali
- Lennox Bacela
- Joseph Makhanya
- Oupa Manyisa